# 리보솜

3-리보솜

리보솜(영어: ribosome), 또는 리보솜은 아미노산을 연결하여 단백질 합성을 담당하는 세포소기관으로 리보솜 RNA와 단백질로 이루어져 있다. 리보솜은 대단위체와 소단위체로 분리되어 있으며, 두 단위체가 결합하여 단백질 합성을 수행한다.

## 개요
리보솜은 지름이 약 20nm(200Å)이고 65%의 리보솜 RNA와 35%의 리보솜 단백질로 구성되어 있다. 고균, 진정세균 및 진핵생물의 리보솜은 서로 다른 다양한 단백질과 RNA로 구성되어 있다. 리보솜은 전령 RNA(mRNA)의 코돈을 번역하여 운반 RNA(tRNA)에 연결된 아미노산을 배열하여 단백질을 형성한다. 리보솜은 별도의 막이 없는 세포소기관이다.
단백질과 RNA로 이루어진 리보솜과 조금 다른 리보자임은 효소처럼 작용하는 RNA분자이다. 이것에 의해 RNA 세계 기원설이 제기됐다.
단백질을 형성하지 않는 동안 RNA는 내부 원형질인(세포기질 cytosol) 때에는 RNA로부터 구성되는데, 이는 RNA 세계의 흔적으로 추정된다.
리보솜은 1950년대 중반 루마니아의 생물학자인 조지 에밀 펄레이드에 의해 최초로 관찰되었다. 팔라데는 전자현미경을 이용하여 세포를 관찰하던 중 리보솜을 발견하였고, 이 공로로 1974년 노벨 생리학·의학상을 수상하였다. 리보솜이라는 이름은 1958년 리처드 B. 로버트가 명명하였다.
| “ | 지금까지 학계에서 "마이크로솜"이라 불리고 있는 단백질 형성 세포소기관을 "리보솜"이라 부르자고 제안합니다. 이 소체는 리보핵산단백질과 RNA로 이루어져 있기 때문입니다. 리보솜 총량을 100으로 할 때 리보핵산단백질은 35를 차지하고 있습니다. | ” |
|   | — 리처드 B. 로버트, 〈세포소기관과 단백질 효소〉 |   |

20세기 중반에 리보솜의 분자 구조와 기능이 발견된 이후 현재까지 활발한 연구가 계속되고 있다. 실제로 아다 요나트(이스라엘), 벤카트라만 라마크리슈난(미국)과 토머스 A. 스타이츠(미국)는 리보솜의 기능과 구조에 관한 연구로 2009년 노벨 화학상을 수상했다.

## 분류
리보솜은 크게 단백질을 합성하는 자유 리보솜(free-ribosome)과, 소포체(endoplasmic reticulum, ER) 표면에 붙어서 막단백질이나 분비단백질을 등을 합성하는 ER-리보솜, 두가지로 나뉜다. 이 둘은 상호전환이 가능하며, ER-리보솜이 자유 리보솜이 될 수도, 자유 리보솜이 거친면 소포체로 들어가 ER-리보솜이 되는 경우도 있다.

## 생성
세균의 리보솜은 세포질에 있는 유전자인 오페론을 전사하여 생성된다. 진핵생물의 경우 세포핵 안에 있는 핵소체에서 4 종류의 리보솜 RNA가 만들어지며 리보솜 단백질과 결합되어 리보솜이 생성된다.

## 구조
리보솜은 크게 2개의 소단위체(subunit)로 구성되어 있다. 이는 대 리보솜 소단위체 (large subunit, LSU)와 소 리보솜 소단위체 (small subunit, SSU)이다. 리보솜은 스베드버그(Svedberg) 침강 계수에 따라 나눌 수 있는데 원핵세포의 리보솜과 진핵세포의 리보솜이 다르다. 이때 리보솜의 크기를 스베드버그의 이름 약자를 따서 S라는 단위로 센다.
원핵세포의 경우 전체가 70S 리보솜이고 각각 50S 및 30S의 대 리보솜 소단위체 및 소 리보솜 소단위체로 나누어진다. 진핵세포의 리보솜은 전체가 80S 리보솜이고 각각 60S 및 40S의 대 리보솜 소단위체 및 소 리보솜 소단위체로 나누어진다.

## 단백질 생성과정

리보솜에서 이루어지는 단백질 형성과정

리보솜이 mRNA의 코돈을 인식하여 단백질을 합성하는 과정을 번역이라 한다. 리보솜에서 이루어지는 단백질 생성과정은 다음과 같다.
- 준비
  - 리보솜의 소단위체와 대단위체가 결합한다. 리보솜에는 운반 RNA가 들어설 수 있는 부위가 두 곳이 있는데 운반 RNA가 들어오는 쪽을 A 자리, 나가는 쪽을 P 자리라 한다.

- 초기화
  - 소단위체에 전령 RNA가 결합하고, 시작 코돈이 확인되면 대단위체의 A 자리에 메티오닌과 결합한 운반 RNA가 도입되면서 단백질 생성이 시작된다.

- 연장 과정
  - 코돈 인식 : 폴리펩타이드를 달고 있는 P 자리의 운반 RNA가 코돈에 붙어있다. A 자리에 있는 전령 RNA의 코돈과 상보성을 갖는 안티코돈을 가진 운반 RNA가 아미노산을 가져와 결합한다.
  - 펩타이드 결합 형성 : P 자리에 있는 기존의 폴리펩타이드와 A 자리에 있는 새로운 운반 RNA의 아미노산 사이에 펩타이드 결합이 형성된다. 이때 아미노아실 결합이 P 자리의 운반 RNA에서 새로운 폴리펩타이드 쪽으로 옮겨간다.
  - 변환 : P 자리에서 자유로워진 운반 RNA가 빠져나간다. 이제 전령 RNA가 한칸 움직일 수 있게 되고 코돈이 바뀐다.
  - 반복 : A 자리의 폴리펩타이드-운반 RNA 중합분자가 P 자리로 옮겨가면서 A 자리가 비워진다. 비워진 A 자리에는 바뀐 코돈과 상보적인 운반 RNA가 새롭게 결합된다. 위 과정이 계속 반복되면서 폴리펩타이드 사슬이 길어진다.

- 종료
  - 종료 코돈에 종결 운반 RNA가 결합되면 합성되던 폴리펩타이드가 떨어져 나가면서 단백질 합성이 끝난다.

리보솜에서 일어나는 번역 과정의 에너지원은 GTP의 가수분해이다.

## 같이 보기
- ARDRA